# 威廉·E·汉克
海軍少校威廉·E·漢克（英文：William Edwin Hank，1902年9月25日—1942年11月14日) 是一名在第二次世界大戰期間的出名海軍軍官。出生於維吉尼亞州的諾福克市。

## 大戰之前
在1925年畢業於美國海軍學院。
從海軍學院畢業後，他曾服役於紐約號裝甲巡洋艦、赫爾號驅逐艦、以及薩拉托加號航空母艦等海上艦艇。在他當上拉菲號艦長前的這10多年，幾乎把當時海上艦船的艦種都體驗一遍，累積了相當多的經驗。

## 第二次世界大戰
1940年，漢克被委任成為海軍少校。
1942年的愚人節，被指派擔任拉菲的艦長。
漢克人生中第一面海軍十字勳章，來自1942年10月中的埃斯佩蘭斯海角海戰，事蹟是鑒於他驚人的操船技巧。
1942年11月12日至13日的瓜達康納爾海戰期間的英勇事蹟。在瓜島海戰時，縱使遇上比叡，也就是遇上使用大口徑主砲的戰艦，身為艦長的漢克非但沒有一絲膽怯，反倒命令船員向她發起突擊。即使如此，小型艦終究不是大型戰艦的對手。雖然拉菲被比叡擊沉，卻在沉沒前把她打成重傷，取得相當不錯的戰果。之後，漢克自當月14日便下落不明，大概是他在拉菲號沉沒時，就已經死亡。
此戰後，他與他的艦船、船員都獲得總統表揚。同時身為指揮官的他，獲得人生中第二面海軍十字勳章。

## 紀念
漢克號驅逐艦的名字便是為了紀念他在戰場的英勇表現。還有艾倫·M·桑拿級中的拉菲號驅逐艦 (DD-724)也是用來紀念其所指揮的艦船，繼承艦也不辱其名，在歐洲戰場上繼續大放異彩。